# Fonction de Fabius

Représentation graphique de la fonction de Fabius sur l'intervalle.

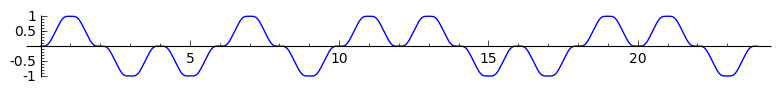
Extension de la fonction aux nombres réels positifs.

En mathématiques, la fonction de Fabius est un exemple de fonction de classe {\displaystyle C^{\infty }}  qui n'est nulle part analytique, trouvée par Jaap Fabius (1966). Elle a également été écrit comme la transformée de Fourier de
{\displaystyle {\hat {f}}(z)=\prod _{m=1}^{\infty }\left(\cos {\frac {\pi z}{2^{m}}}\right)^{m}}
par Børge Jessen et Aurel Winner (1935).
La fonction Fabius est définie sur l'intervalle {\displaystyle [0,1]} et est donnée par la fonction de répartition de
{\displaystyle \sum _{n=1}^{\infty }2^{-n}\xi _{n},}
où les ξn sont des variables aléatoires indépendantes uniformément distribuées sur l'intervalle unité.

## Description
Cette fonction satisfait la condition initiale {\displaystyle f(0)=0}, la condition de symétrie {\displaystyle f(1-x)=1-f(x)} pour {\displaystyle 0\leq x\leq 1,} et l' équation différentielle fonctionnelle {\displaystyle f'(x)=2f(2x)} pour {\displaystyle 0\leq x\leq 1/2.} Il s'ensuit que {\displaystyle f} est monotone croissante pour {\displaystyle 0\leq x\leq 1,} avec {\displaystyle f(1/2)=1/2} et {\displaystyle f(1)=1.} Il existe une extension unique de f aux nombres réels qui satisfait la même équation différentielle pour tout x . Cette extension peut être définie par f (x) = 0 pour x ≤ 0, f (x + 1) = 1 − f (x) pour 0 ≤ x ≤ 1, et f (x + 2r) = −f (x) pour 0 ≤ x ≤ 2r avec r un entier positif. La séquence d'intervalles dans lesquels cette fonction est positive ou négative suit le même schéma que la suite de Prouhet-Thue-Morse.

## Valeurs
La fonction de Fabius est constante à zéro pour tous les réels négatifs et possède des valeurs rationnelles quand l'argument est un rationnel dyadique positif.